# Sorel Carradine
Sorel Johannah Carradine, née le 18 juin 1985, est une actrice américaine. Ses parents sont Keith Carradine et Sandra Will,.

## Carrière
Carradine obtient son BFA (diplôme des Arts) à l'école d'arts dramatiques de l'USC et a commencé sa carrière en 2005 avec une apparition dans l'émission télévisée Complete Savages . Depuis, elle est apparue dans des séries comme Marvel's Runaways, Saving Grace et Southland, ainsi que dans des films tels que The Good Doctor et Nesting.

## Vie personnelle
Elle est mariée au réalisateur Paul Kowalski.

## Filmographie

### Cinéma
| Année | Titre                                                               | Rôle    | Remarques |
| ----- | ------------------------------------------------------------------- | ------- | --------- |
| 2011  | Le bon docteur                                                      | Valérie |           |
| 2012  | Imbrication                                                         | Nikki   |           |
| 2013  | Le Heureux Triste                                                   | Annie   |           |
| 2014  | Restez puis partez                                                  | Connie  |           |
| 2016  | Réveillez-vous dans la peur, autrement dit tout ce dont j'ai besoin | Angèle  |           |
| 2016  | Liens brisés                                                        | Havre   |           |
| 2020  | Tigre de papier                                                     | Hannah  |           |

### Séries
| Année | Titre                                   | Rôle                 | Remarques                                                       |
| ----- | --------------------------------------- | -------------------- | --------------------------------------------------------------- |
| 2005  | Les sauvages                            | Étudiant             | Série TV - Épisode : « Crimes et mini-saucisses »               |
| 2008  | Etat de grâce                           | Karen Smith          | Série TV - Épisode : « Un survivant vit ici »                   |
| 2009  | Merrime.com                             | Lindsay              |                                                                 |
| 2012  | Terre du Sud                            | Brenda Rainey        | Série TV - Épisode : " Fallout "                                |
| 2014  | Enfer                                   | Fille de yoga        | Série TV - Épisode : « LA Coffee Shops »                        |
| 2015  | C'est pourquoi nous sommes célibataires | Fille chaude         | Série TV - Épisode : « Quand ton ailier devient ton cockblock » |
| 2017  | Les fuyards                             | La jeune Janet Stein | Série TV - Épisode : « Réfraction »                             |